# Luca Tramontin
Luca Tramontin, né à Belluno le 22 février 1966, est auteur de la série télévisée Sport Crime, joueur international hongrois de rugby à XV ayant évolué en première division italienne, journaliste et commentateur sportif italien. 

## Carrière à la télévision
Il a travaillé pour des différents média italien, de Tele+ à Mediaset, puis Sportitalia, Eurosport et La Gazzetta dello Sport Gold. Comme indépendant il continue ses nombreuses collaborations, avec aussi d'autres médias internationaux, parmi lesquels la suisse RSI et l'australien SBS,,,,. 
Sport Crime, présenté au Mip Festival de Cannes, est la première série d’investigation se déroulant exclusivement dans les milieux sportifs. Mêlant action, mystère, suspense, psychologie et humour, Sport Crime est centrée autour de l’Agence « Seams » qui intervient en toute confidentialité dès qu’un crime ou une infraction met en danger une équipe sportive ou un sportif. Les deux agents principaux de SEAMS sont Daniela Goblin (Daniela Scalia) et Luka "Dabs" Kriv (Luca Tramontin), ancien professionnel de rugby, fan de hard rock. Chaque épisode est consacré à un sport spécifique,.
En avril 2016, Tramontin annonce au MIPTV de Cannes que la production du film The Legacy Run qui anticipe les thèmes, les atmosphères et certains personnages de Sport Crime était terminée. La star du film est la grande figure du cinéma italien Nino Castelnuovo (qui joue le rôle de Kenny Butler), qui a gagné la Palme d'Or à Cannes avec Catherine Deneuve pour Les Parapluies de Cherbourg de Jacques Demy.[réf. nécessaire]

## Carrière sportive

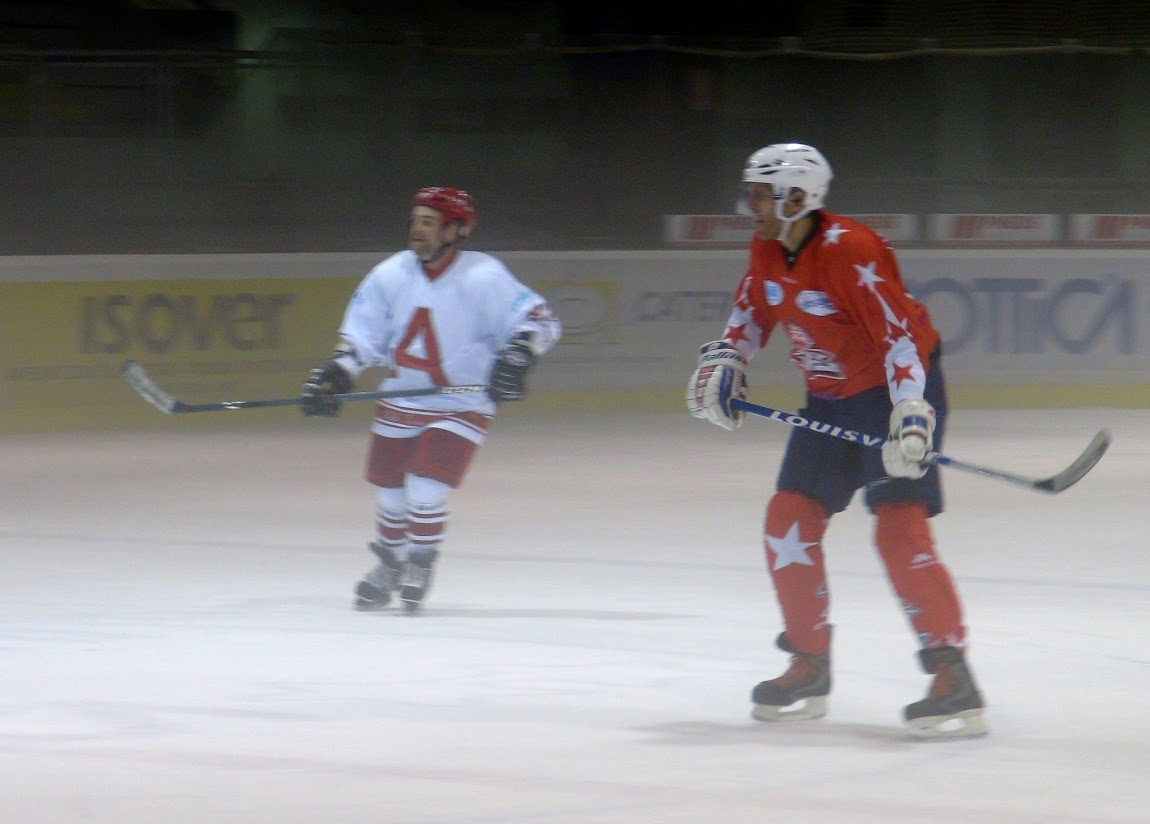

Il occupait le poste de deuxième ligne en rugby à XV et à XIII, de Ruckman en football australien, et d'attaquant défensif en hockey sur glace qu'il a pratiqué après avoir quitté le rugby à XV.
Il a évolué dans sa carrière de rugby à XV dans les clubs de l'ASD Rugby Casale, de Rugby Lyons Piacenza, de Rugby Brescia et de Rugby Viadana avec Tana Umaga et Inoki Afeaki. Il a joué aussi avec Milano et Glenn Innes dans le New South Wales (Australie).
Il a représenté les équipes nationales de Hongrie de rugby à XV ainsi que de rugby à XIII, et celles de Suisse et d'Italie de football australien,,,,.
Il est le père du joueur de hockey sur glace Nico Tramontin.

## Publication
Avec l'actrice Daniela Scalia il est l'auteur d'un livre humoristique et partiellement autobiographique édité en 2015 qui s'appelle In onda con 3 dita et qui explicite les grandes étapes techniques, sportives et personnelles qui lui ont permis d'obtenir ses succès sportifs et créatifs.

## Curiosité
Il parle couramment sept langues.